# Bleddyn ap Cynfyn
Bleddyn ap Cynfyn (1025? – †1075) était un roi de Gwynedd et de Powys.

## Origine
Bleddyn était le fils de Cynfyn ap Gwerstan qui faisait partie de la famille royale de Powys et d'Angharat ferch Maredudd ab Owain héritière du royaume de Deheubarth. 

## Règne
À la mort de Gruffydd ap Llywelyn, souverain de tout le Pays de Galles issu de la première union d'Angharat qui fut tué par ses propres hommes après avoir été battu par Harold Godwinson en 1063, ses demi-frères Bleddyn et  Rhiwallon se soumirent à Harold et reçurent de lui le Gwynedd et le Powys. En 1066 eut lieu la bataille de Hastings qui se solda par la mort de Harold II, la fin de la lignée saxonne des rois d'Angleterre et le début de la conquête normande de l'Angleterre par Guillaume le Conquérant. En 1067, Bleddyn et Rhiwallon s'unirent au mercien Eadric le Sauvage pour attaquer les Normands à Hereford, puis en 1068 s'allièrent au baron Edwin de Mercie et au baron Morcar de Northumbrie.
Bleddyn dut se défendre contre deux des fils de Gruffydd ap Llywelyn, mais il put les défaire à la bataille de Mechain, en 1070. L'un Maredudd mourut pendant la bataille, l'autre Idwall de froid. Lors de cette bataille, son frère Rhiwallon trouva lui aussi la mort et Bleddyn régna dès lors seul sur le Gwynedd et le Powys jusqu'à sa mort. Il fut tué en 1075 par une coalition fomentée par Rhys ap Owain et les nobles de Ystrad Tywi au sud du Pays de Galles. Ce meurtre choqua le Pays de Galles. Selon le Brut y Tywysogion, Bleddyn aurait été un dirigeant bienveillant et aurait remis à jour le code de lois de Howell le Bon.
Après le meurtre de Bleddyn ap Cynfyn, comme ses héritiers directs étaient encore trop jeunes pour assumer sa succession, c'est son cousin Trahaearn ap Caradogqui lui succède dans le Gwynedd, Rhys ap Owain et Rhydderch ap Caradog s'emparent du sud du Pays de Galles et Gruffydd ap Cynan d'Anglesey.

## Postérité
Bleddyn laisse de son épouse Haer ferch Gillyn,  sept fils dont
- Madog ap Bleddyn, prince de Powys (1075-1088) tué en 1088,
- Rhiryd ap Bleddyn coprince de Powys (1075-1088) tué en 1088,
- Cadwgan ap Bleddyn prince de Powys (1088-1111) tué en 1111,
- Iorweth ap Bleddyn prince de Powys (1088-1103) déposé puis restauré en (1110-1111) tué en 1111,
- Maredudd ap Bleddyn prince de Powys (1116-1132)

| Précédé par : Gruffydd ap Llywelyn | Rois de Gwynedd | Suivi par : Trahaearn ap Caradog                     |
| Précédé par : Gruffydd ap Llywelyn | Rois de Powys   | Suivi par : Madog ap Bleddyn (Comme prince de Powys) |

## Sources
- (en) Mike Ashley British Kings & Queens    Robinson (Londres 1998)  (ISBN 1841190969). « Bleddyn ap Cynfyn »  p. 352-353, table p. 331.
- (en) Kari Maund, The Welsh Kings: Warriors, warlords and princes, Stroud, The history Press, 2006 (ISBN 9780752429731), p. 98-152 From Bleddyn ap Cynfyn to Owain ap Cadwgan 1069-1116.
- (en) Timothy Venning, The Kings & Queens of Wales, The Hill Stroud, Amberley Publishing, 2015, 223 p. (ISBN 9781445646657), p. 71,85-86,96,117-118,134,191
- (en) David Walker, Medieval Wales, Cambridge, Cambridge University Press, 1990, 235 p. (ISBN 0521311535), p. 7,18,21,91